# Маріон (Індіана)
Маріон (англ. Marion) — місто (англ. city) в США, в окрузі Грант штату Індіана. Населення — 28 310 осіб (2020).

## Географія
Маріон розташований за координатами 40°32′58″ пн. ш. 85°39′33″ зх. д. / 40.54944° пн. ш. 85.65917° зх. д. (40.549582, -85.659225). За даними Бюро перепису населення США в 2010 році місто мало площу 40,91 км², з яких 40,69 км² — суходіл та 0,22 км² — водойми.

## Демографія
Згідно з переписом 2010 року, у місті мешкало 29 948 осіб у 11 828 домогосподарствах у складі 6739 родин. Густота населення становила 732 особи/км². Було 13715 помешкань (335/км²).
Расовий склад населення:
| - 78,1 % — білих - 14,7 % — чорних або афроамериканців - 0,7 % — азіатів - 0,4 % — корінних американців - 2,4 % — осіб інших рас |

До двох чи більше рас належало 3,6 %. Частка іспаномовних становила 5,5 % від усіх жителів.
За віковим діапазоном населення розподілялося таким чином: 21,1 % — особи молодші 18 років, 62,9 % — особи у віці 18—64 років, 16,0 % — особи у віці 65 років та старші. Медіана віку мешканця становила 36,2 року. На 100 осіб жіночої статі у місті припадало 88,8 чоловіків; на 100 жінок у віці від 18 років та старших — 84,8 чоловіків також старших 18 років.
Середній дохід на одне домашнє господарство становив 42 459 доларів США (медіана — 32 716), а середній дохід на одну сім'ю — 50 380 доларів (медіана — 39 801). Медіана доходів становила 35 229 доларів для чоловіків та 31 075 доларів для жінок. За межею бідності перебувало 25,7 % осіб, у тому числі 42,3 % дітей у віці до 18 років та 10,9 % осіб у віці 65 років та старших.
Цивільне працевлаштоване населення становило 11 671 осіб. Основні галузі зайнятості: освіта, охорона здоров'я та соціальна допомога — 33,9 %, виробництво — 14,8 %, роздрібна торгівля — 14,7 %.

## Персоналії
- Джеймс Дін (1931—1955) — американський кіноактор.